# Interjet
Interjet – nieistniejąca meksykańska tania linia lotnicza z siedzibą w Toluca. Głównym węzłem był port lotniczy Toluca. Funkcjonowała w latach 2005-2020.
Agencja ratingowa Skytrax przyznała linii trzy gwiazdki.